# Carmine De Santis
Carmine De Santis (Caserta, 20 aprile 1951 – Verona, 29 luglio 2000) è stato un politico e poliziotto italiano.

## Biografia
Dopo il liceo, frequentò l'Accademia della Polizia di Stato. Dal 1985 al 1995 fu capo di gabinetto della questura di Caserta. Nel 1995 fu nominato vicequestore vicario a Firenze.
Alle elezioni politiche del 1996 fu eletto al Senato della Repubblica nel collegio elettorale uninominale di Caserta-Maddaloni-Marcianise. Alle elezioni europee del 1999 fu il primo dei non eletti. Morì all'età di 49 anni, pochi mesi dopo aver subito un intervento chirurgico in Germania da senatore in carica.